# Haujobb
Haujobb (Гауджоб) — німецький електро-індустріальний проєкт, що виник 1993 року. Гурт утворили Данієль Маєр (Daniel Myer), Деян Самарджич (Dejan Samardžic) та Б'єрн Юнеманн (Björn Junemann), котрий покинув гурт 1995 року. Назва гурту походить від викривленого прізвиська героїв фільму Той, хто біжить по лезу, яких в оригіналі називають skin-job (skin — шкіра, німецькою — Haut).
Нині Маєр та Самарджич продовжують працювати під іменем Haujobb, хоча вони також відомі як Dots+Dashes. При цьому Маєр має кілька власних проєктів, зокрема Architect, Clear Vision (спільно з Торстеном Маєром), а також низку інших невеликих електронних проєктів. 

## Дискографія

### Альбоми
- 1993 - Homes & Gardens
- 1995 - Freeze Frame Reality
- 1996 - Solutions For A Small Planet

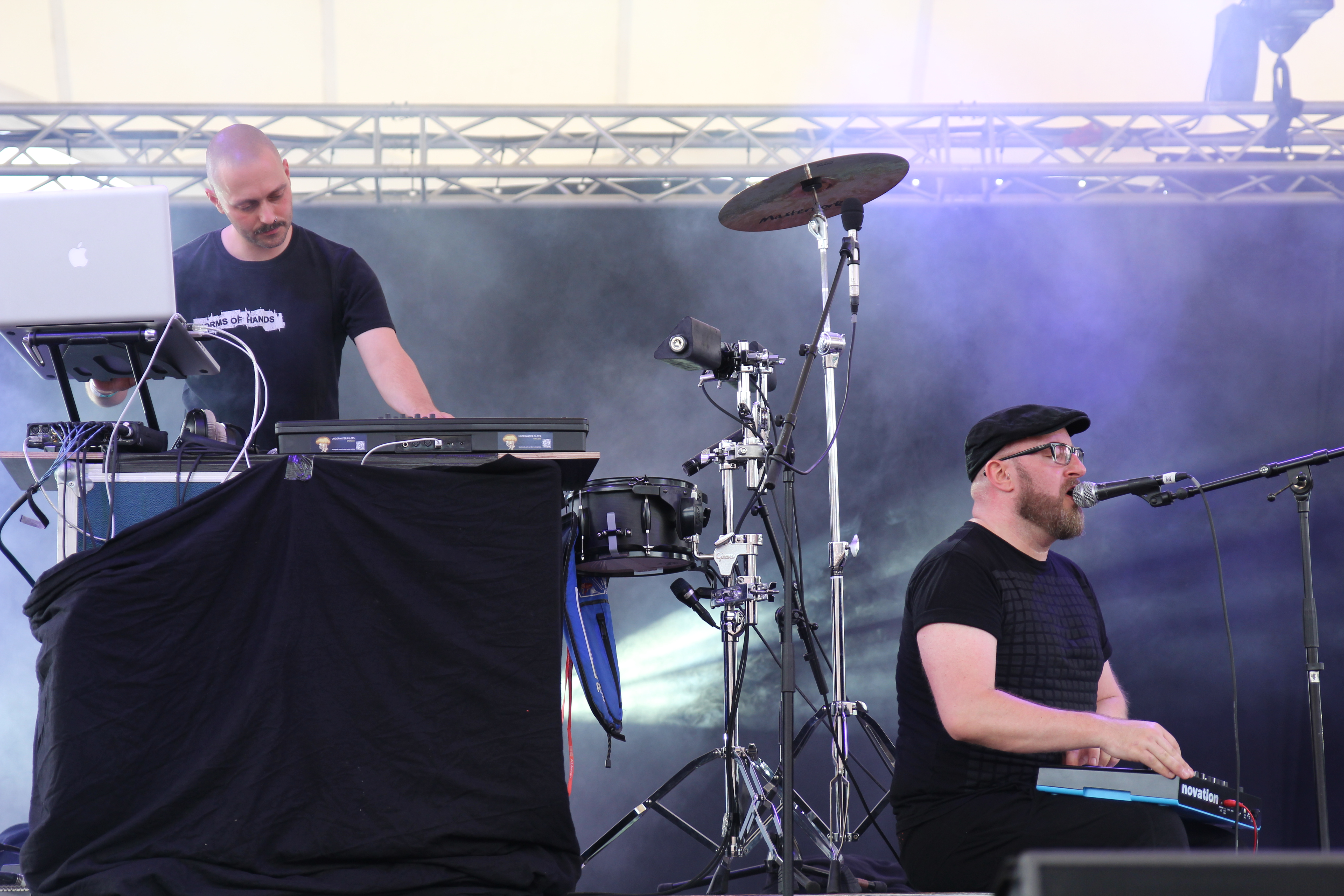
Haujobb, Blackfield Festival 2014

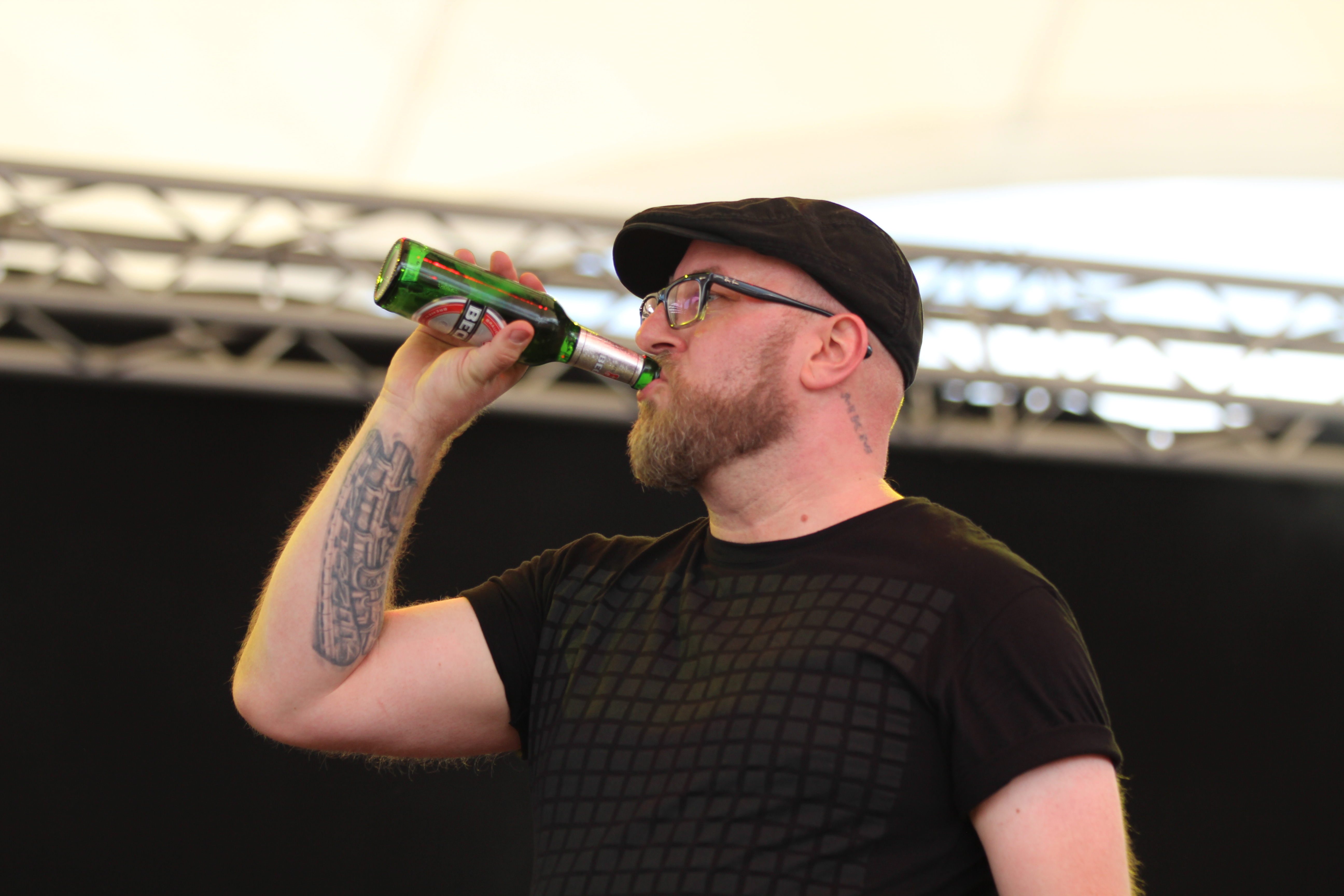
Daniel Myer

- 1999 - Ninetynine
- 2001 - Polarity
- 2003 - Vertical Theory
- 2011 - New World March

### Сингли та EPs
- 1994 - Eye Over You
- 1995 - Frames
- 1996 - Cleaned Visions
- 1998 - Less (feat. Vanessa Briggs)
- 2002 - Penetration
- 2011 - Dead Market
- 2012 - Let's Drop Bombs

### Компіляції та Ремікси
- 1996 - Frames - The Remix Album (US Version)
- 1996 - Wumpscut vs. Haujobb - The Remix Wars: Strike 1
- 1997 - From Homes To Planets (Mission Summery 93-97)
- 1999 - Ninetynine Remixes
- 2005 - Vertical Mixes